# Vester Nebel (Kolding)
Vester Nebel is een plaats in de Deense regio Zuid-Denemarken, gemeente Kolding, en telt 1358 inwoners (2007).